# Anna Jesień
Anna Marta Olichwierczuk-Jesień (ur. 10 grudnia 1978 w Kostkach) – polska lekkoatletka, specjalizująca się w biegu na 400 m przez płotki, olimpijka, rekordzistka Polski.

## Życiorys
Anna Jesień jest wielokrotną mistrzynią Polski na dystansie 400 m ppł (1999, 2000, 2002, 2003, 2005, 2009, 2012) oraz w biegu na 400 m (2006). Do niej też należy rekord Polski, który pobiła w czasie Mistrzostw Świata w Osace 28 sierpnia 2007 czasem 53,86 s. Na tych samych mistrzostwach 30 sierpnia 2007 zdobyła brązowy medal (czas 53,92 s), który jest jej największym osiągnięciem w karierze. Na zakończenie sezonu zajęła 1. miejsce w Finale Światowym IAAF w Stuttgarcie, wygrywając z mistrzynią świata Janą Rawlinson (54.17).
Inne osiągnięcie Jesień na tym dystansie to brązowy medal na Mistrzostwach Europy w 2002.
Jesień występowała też często w sztafecie 4 x 400 m. Jako członkini klubowej sztafety AZS-AWF Warszawa zdobywała wielokrotnie tytuł mistrzyni kraju. Biegając w reprezentacyjnej sztafecie zdobyła na tych samych Mistrzostwach Europy w 2002 drugi brązowy medal, a podczas Mistrzostw Europy w 2006 - trzeci. W 2005 wraz z koleżankami z reprezentacji dwukrotnie poprawiała już dziewiętnastoletni rekord Polski w tej konkurencji: najpierw 19 czerwca 2005 wraz Radecką, Bejnar i Prokopek czasem 3:24,61, a później 14 sierpnia 2005 w podobnym składzie (Guzowska zastąpiła Radecką) czasem 3:24,49. Ten drugi rekord pobiły podczas mistrzostw świata, zajmując wówczas 4. miejsce tuż za sztafetą brytyjską. W biegu indywidualnym na 400 m przez płotki Jesień zajęła wtedy bardzo dobre 4. miejsce.
Trzecia w plebiscycie Europejskiego Stowarzyszenia Lekkiej Atletyki na lekkoatletkę września 2007. W rankingu magazynu Track and Field News sklasyfikowana na 3. miejscu biegu na 400 m przez płotki w 2007. W światowym rankingu lekkoatletycznym zajęła w 2007 2. pozycję. Została też laureatką Plebiscytu Przeglądu Sportowego na najpopularniejszych sportowców Polski roku 2007 (8. miejsce) i zwyciężczynią rankingu „Złote Kolce” za 2007 rok.
Rok 2008 przyniósł jej 2. miejsce w superlidze Pucharu Europy w Annecy (54.81).
Podczas Letnich Igrzysk Olimpijskich w Pekinie, w finale biegu na 400 m przez płotki zajęła 5. miejsce z czasem 54.29.
W drugiej części kariery jej mężem i trenerem był Paweł Jesień.
Zakończyła karierę we wrześniu 2012 roku.
W wyborach do Parlamentu Europejskiego w 2014 bez powodzenia kandydowała z listy SLD-UP w okręgu podlasko-warmińsko-mazurskim.

## Osiągnięcia
| Nazwa zawodów                           | Miejsce      | Data | Konkurencja | Wynik                  | Miejsce                      |
| --------------------------------------- | ------------ | ---- | ----------- | ---------------------- | ---------------------------- |
| Igrzyska olimpijskie                    | Sydney       | 2000 | 400 m pł    | 57.36                  | eliminacje                   |
| Mistrzostwa świata                      | Edmonton     | 2001 | 400 m pł    | 55.64                  | półfinał                     |
| Superliga Pucharu Europy                | Annecy       | 2002 | 400 m pł    | 55.11                  | 2. miejsce                   |
| Mistrzostwa Europy                      | Monachium    | 2002 | 400 m pł    | 56.18 (el. 55.93)      | 3. miejsce                   |
| Mistrzostwa Europy                      | Monachium    | 2002 | 4 x 400 m   | 3:26.15                | 3. miejsce                   |
| I liga Pucharu Europy                   | Lappeenranta | 2003 | 400 m pł    | 55.98                  | 1. miejsce                   |
| I liga Pucharu Europy                   | Lappeenranta | 2003 | 4 x 400 m   | 3:29.14                | 2. miejsce                   |
| Mistrzostwa świata                      | Paryż        | 2003 | 4 x 400 m   | 3:26.64                | 5. miejsce                   |
| Superliga Pucharu Europy                | Florencja    | 2005 | 400 m pł    | 54.90                  | 1. miejsce                   |
| Superliga Pucharu Europy                | Florencja    | 2005 | 4 x 400 m   | 3:24.61 (RP)           | 2. miejsce                   |
| Mistrzostwa świata                      | Helsinki     | 2005 | 400 m pł    | 54.17                  | 4. miejsce                   |
| Mistrzostwa świata                      | Helsinki     | 2005 | 4 x 400 m   | 3:24.49 (RP)           | 4. miejsce                   |
| Światowy Finał IAAF                     | Monako       | 2005 | 400 m pł    | 55.22                  | 4. miejsce                   |
| Mistrzostwa Europy                      | Göteborg     | 2006 | 400 m pł    | 55.16 (el. 54.87)      | 6. miejsce                   |
| Mistrzostwa Europy                      | Göteborg     | 2006 | 4 x 400 m   | 3:27.77                | 3. miejsce                   |
| Światowy Finał IAAF                     | Stuttgart    | 2006 | 400 m pł    | 55.16                  | 4. miejsce                   |
| Puchar świata                           | Ateny        | 2006 | 400 m pł    | 54.48                  | 3. miejsce                   |
| Puchar świata                           | Ateny        | 2006 | 4 x 400 m   | 3:27.22                | 5. miejsce                   |
| Superliga Pucharu Europy                | Monachium    | 2007 | 400 m pł    | 54.88                  | 2. miejsce                   |
| Mistrzostwa świata                      | Osaka        | 2007 | 400 m pł    | 53.92 (pf. 53.86 - RP) | 3. miejsce                   |
| Mistrzostwa świata                      | Osaka        | 2007 | 4 x 400 m   | 3:26.49 (el. 3:26.45)  | 6. miejsce                   |
| Światowy Finał IAAF                     | Stuttgart    | 2007 | 400 m pł    | 54.17                  | 1. miejsce                   |
| Superliga Pucharu Europy                | Annecy       | 2008 | 400 m pł    | 54.81                  | 2. miejsce                   |
| Igrzyska olimpijskie                    | Pekin        | 2008 | 400 m pł    | 54.29                  | 5. miejsce                   |
| Światowy Finał IAAF                     | Stuttgart    | 2008 | 400 m pł    | 55.44                  | 6. miejsce                   |
| Superliga drużynowych mistrzostw Europy | Leiria       | 2009 | 400 m pł    | 54.82                  | 1. miejsce                   |
| Golden Gala - cykl Golden League        | Rzym         | 2009 | 400 m pł    | 54.31                  | 1. miejsce                   |
| Meeting Areva - cykl Golden League      | Paryż        | 2009 | 400 m pł    | 54.37                  | 1. miejsce                   |
| Mistrzostwa świata                      | Berlin       | 2009 | 400 m pł    | 54.82                  | 4. miejsce w swoim półfinale |
| Światowy Finał IAAF                     | Saloniki     | 2009 | 400 m pł    | 54.98                  | 5. miejsce                   |
| Superliga drużynowych mistrzostw Europy | Bergen       | 2010 | 400 m pł    | 57,05                  | 4. miejsce                   |

### Światowy ranking lekkoatletyczny
- 2002 – 10. miejsce
- 2005 – 4. miejsce
- 2006 – 4. miejsce
- 2007 – 2. miejsce
- 2008 – 3. miejsce

### RankingTrack & Field News
- 2007 – 3. miejsce
- 2008 – 6. miejsce[4]

### Listy światowe
- 2002 – 12. miejsce (55,11 s)
- 2005 – 5. miejsce (53,96 s)
- 2006 – 11. miejsce (54,48 s)
- 2007 – 5. miejsce (53,86 s)
- 2008 – 8. miejsce (54,29 s)
- 2009 – 9. miejsce (54,31 s)